# Alex Diniz
Pour les articles homonymes, voir Diniz.
Alex Diniz Correia, né le 20 octobre 1985, est un coureur cycliste brésilien.

## Biographie
En juin 2006, il participe à la course en ligne des championnats panaméricains de São Paulo. Il termine troisième de l'épreuve. Il décroche ainsi deux médailles, le bronze en catégorie Élite et le titre chez les moins de 23 ans. Il devient professionnel en 2007 dans l'équipe Scott-Marcondes. En 2009, alors qu'il participe au Tour de Santa Catarina, il est contrôlé positif à l'EPO. La victoire lui est retirée et il est suspendu jusqu'en avril 2011. Il est membre de l'équipe Funvic Soul Cycles-Carrefour.
En mars 2017, il est provisoirement suspendu en raison d'un passeport biologique anormal. En septembre 2017, il est suspendu 8 ans.

## Palmarès
- 2005
  - 3e du championnat du Brésil sur route espoirs
- 2006
  - Tour de l'État de Sao Paulo :
    - Classement général
    - 7e étape

  -  Médaillé d'or de la course en ligne espoirs des championnats panaméricains
  -  Médaillé de bronze de la course en ligne des championnats panaméricains
- 2007
  - Tour de Santa Catarina :
    - Classement général
    - 1re (contre-la-montre par équipes), 2e et 7e étapes
- 2008
  - 3e étape du Tour du Paraná
- 2009
  - Tour de Santa Catarina :
    - Classement général
    - 4e étape
- 2012
  - 4e étape du Torneio de Verão
  - Tour de l'intérieur de São Paulo :
    - Classement général
    - Prologue et 1re étape

  - 7e étape du Tour du Brésil-Tour de l'État de Sao Paulo
  - 2e du Tour de Rio
- 2013
  - 3e étape du Tour de San Luis
  - 3e du Tour de San Luis
- 2013
  - 2e du championnat du Brésil sur route
- 2014
  - 2e du Tour du Brésil-Tour de l'État de Sao Paulo
  - 3e de la Prova Ciclística 9 de Julho
- 2015
  - 3e du Tour de Rio

## Classements mondiaux
| Année            | 2007 | 2008 | 2009 | 2010 | 2011 | 2012 | 2013 | 2014 | 2015 |
| ---------------- | ---- | ---- | ---- | ---- | ---- | ---- | ---- | ---- | ---- |
| UCI America Tour | 218e | 387e | 36e  |      |      | 60e  | 11e  | 37e  | 91e  |